# モロッコの君主一覧
モロッコの君主一覧（モロッコのくんしゅいちらん）では、8世紀末のイドリース朝から17世紀に成立したアラウィー朝に至るまでのモロッコに成立した国家の君主を挙げる。

## イドリース朝
- イドリース・イブン・アブドゥッラー (イドリース1世)（789年 - 791年）
- イドリース・イブン・イドリース (イドリース2世)（808年 - 828年）
- ムハンマド・イブン・イドリース（828年 - 836年）
- アリー・イブン・イドリース（アリー1世）（英語版）（836年 - 849年）
- ヤフヤー・イブン・ムハンマド（ヤフヤー1世）（英語版）（849年 - 863年）
- ヤフヤー・イブン・ヤフヤー（ヤフヤー2世）（英語版）（863年 - 866年）
- アリー・イブン・ウマル（アリー2世）（英語版）（866年 - ）
- ヤフヤー・イブン・アル＝カースィム（ヤフヤー3世）（英語版）（ - 905年）
- ヤフヤー・イブン・イドリース・イブン・ウマル（ヤフヤー4世）（英語版）（905年 - 919年/920年）

ファーティマ朝総督ムーサー・イブン・アビー・アル＝アーフィヤによる統治
- アル＝ハサン・アル＝ハッジャーム・イブン・ムハンマド・イブン・アル＝カースィム（ハサン1世）（英語版）（925年 - 927年）

ファーティマ朝総督ムーサー・イブン・アビー・アル＝アーフィヤによる統治
- アル＝カースィム・ガンヌーン・イブン・ムハンマド・イブン・アル＝カースィム（英語版）（937年/938年 - 948年/949年）
- アブー・アル＝アイシュ・アフマド・イブン・アル＝カースィム・ガンヌーン（アフマド1世）（英語版）（948年/949年 - 954年/955年）
- アル＝ハサン・イブン・アル＝カースィム・ガンヌーン（ハサン2世）（英語版）（954年/955年 - 974年および985年）

## ムラービト朝
- アブー・バクル・イブン・ウマル（英語版）（1060年 - 1072年）
- ユースフ・イブン・ターシュフィーン（英語版）（1072年 - 1106年）
- アリー・イブン・ユースフ（英語版）（1106年 - 1142年）
- ターシュフィーン・イブン・アリー（英語版）（1142年 - 1146年あるいは1147年）
- イブラーヒーム・イブン・ターシュフィーン（英語版）（1146年）
- イスハーク・イブン・アリー（英語版）（1146年 - 1147年）

## ムワッヒド朝
- アブドゥルムウミン（1145年 - 1163年）
- アブー＝ヤアクーブ・ユースフ1世（1163年 - 1184年）
- ヤアクーブ・マンスール（1184年 - 1199年）
- ムハンマド・ナースィル（1199年 - 1213年）
- ユースフ2世（1213年 - 1224年）
- アブドゥル・ワーヒド1世（マフルー、1224年）
- アブドゥッラー・アーディル（1224年 - 1227年）
- ヤフヤー・ムウタスィム（1227年 - 1229年）
- イドリース・マアムーン（イドリース1世、1229年 - 1232年）
- アブドゥル・ワーヒド2世（英語版）（ラシード、1232年 - 1242年）
- アブールハサン・サイード（英語版）（1242年 - 1248年）
- ウマル・ムルタダー（英語版）（1248年 - 1266年）
- イドリース・ワーシク（英語版）（イドリース2世、1266年 - 1269年）

## マリーン朝
- アブド・アル＝ハック1世（英語版）（1195年 - 1217年）
- ウスマーン1世（英語版）（1217年 - 1240年）
- ムハンマド1世（英語版）（1240年 - 1244年）
- アブー・ヤフヤー・アブー・バクル（英語版）（1244年 - 1258年）
- ウマル（1258年 - 1259年）
- アブー・ユースフ・ヤアクーブ（1259年 - 1286年）
- アブー・ヤアクーブ・ユースフ（1286年 - 1306年）
- アブー・サービト・アミール（英語版）（1307年 - 1308年）
- アブー・アル＝ラビ・スライマーン（英語版）（1308年 - 1310年）
- アブー・サイード・ウスマーン2世（1310年 - 1331年）
- アブー・アルハサン・アリー（1331年 - 1348年）
- アブー・イナーン・ファーリス（1348年 - 1358年）
- ムハンマド2世アズ＝サイード（1359年）
- アブー・サリム・アリー2世（1359年 - 1361年）
- アブー・ウマル・タシュフィン（1361年）
- アブー・サイヤン・ムハンマド3世（1362年 - 1366年）
- アブル＝ファリス・アブドゥル・アジズ1世（1366年 - 1372年）
- アブル＝アッバス・アフマド（1372年 - 1374年）
- アブー・サイヤン・ムハンマド4世（1384年 - 1386年）
- ムハンマド5世（1386年 - 1387年）
- アブル＝アッバス・アフマド（1387年 - 1393年）
- アブドゥル・アジズ2世（1393年 - 1398年）
- アブドゥラフ（1398年 - 1399年）
- アブー・サイード・ウスマーン3世（1399年 - 1420年）
- アブド・アル＝ハック2世（1420年 - 1465年）

## イドリース朝
- Muhammad ibn Ali Idrisi-Joutey (1465年 – 1471年)

## ワッタース朝
- Abu Abd Allah al-Sheikh Muhammad ibn Yahya（1472年 - 1504年）
- Abu Abd Allah al-Burtuqali Muhammad ibn Muhammad（1504年 - 1526年）
- Abu al-Hasan Abu Hasan Ali ibn Muhammad（1526年）
- アブー・アル＝アッバース・アフマド・イブン・ムハンマド（英語版）（1526年 - 1545年）
- Nasir ad-Din al-Qasri Muhammad ibn Ahmad（1545年 - 1547年）
- アブー・アル＝アッバース・アフマド・イブン・ムハンマド（1547年 - 1549年）
- アリー・アブー・ハサン（英語版）（1554年）

## サアド朝
- アブー・アブドゥッラー・アル＝カーイム（英語版）（1509年 - 1517年）
- アフマド・アル＝アラジ（英語版）（1517年 - 1544年）
- ムハンマド・アシュ＝シェイク（英語版）（1544年 - 1557年）
- アブドゥッラー・アル＝ガリブ（英語版）（1557年 - 1574年）
- アブー・アブドゥッラー・ムハンマド2世（英語版）（1574年 - 1576年）
- アブー・マルワン・アブド・アル＝マリク1世（英語版）（1576年 - 1578年）
- アフマド・アル＝マンスール（1578年 - 1603年）

1603年–1627年、内乱
| マラケシュ政権 - アブー・ファリーズ・アブドゥッラー（1603年 - 1608年） - ムーラーイ・ズィダン・アブー・マーリ（1603年 - 1627年） | フェズ政権 - ムハンマド・エッシェイク・エル・マームーン（1604年 - 1613年） - アブドゥッラー2世（1613年 - 1623年） - アブド・エル・マレク（1623年 - 1627年） |  |

1627年–1659年、統一政権
- アブー・マルワン・アブド・アル＝マリク2世（英語版）（1627年 - 1631年）
- アル・ワーリド（英語版）（1631年 - 1636年）
- ムハンマド・エッシェイク・エス・セギール（英語版）（1636年 - 1655年）
- アフマド・エル・アッバース（1655年 - 1659年）

## ディラー団
- ムハンマド・アル＝ハッジ・イブン・アブー・バクル ・アル＝ディラー（英語版）（1659年 - 1663年）

## アラウィー朝
| 君主名                                                       | 生没年月日                              | 即位           | 退位                                 | 補足                           | 家系         | 画像                             |
| ------------------------------------------------------------ | --------------------------------------- | -------------- | ------------------------------------ | ------------------------------ | ------------ | -------------------------------- |
| ムーレイ・アル＝ラシード - مولاي الرشيد                      | 1631年 – 1672年4月9日 (41歳)            | 1666年         | 1672年4月9日                         | ムーレイ・シャリーフの息子     | アラウィー家 | Al-Rashid of Morocco             |
| ムーレイ・イスマーイール - مولاي إسماعيل بن الشريف ابن النصر | 1634年/1645年 – 1727年3月22日 (93–82歳) | 1672年         | 1727年3月22日                        | ムーレイ・シャリーフの息子     | アラウィー家 | Ismail Ibn Sharif of Morocco     |
| ムーレイ・アフマド (第一治世) - ﻣﻮﻻﻱ أحمد                    | 1677年 – 1729年3月5日 (52歳)            | 1727年3月22日  | 1728年3月 (廃位)                     | ムーレイ・イスマーイールの息子 | アラウィー家 | Abu'l Abbas Ahmad of Morocco     |
| ムーレイ・アブドゥルマリク - عبد الملك بن إسماعيل            | 1696年 – 1729年3月2日 (33歳)            | 1728年3月      | 1728年7月 (廃位)                     | ムーレイ・イスマーイールの息子 | アラウィー家 | Abdalmalik of Morocco            |
| ムーレイ・アフマド (第二治世) - ﻣﻮﻻﻱ أحمد                    | 1677年 – 1729年3月5日 (52歳)            | 1728年7月      | 1729年3月5日                         | 復位                           | アラウィー家 | Abu'l Abbas Ahmad of Morocco     |
| ムーレイ・アブドゥッラー (第一治世)                          | 1678年 – 1757年11月10日 (79歳)          | 1729年3月5日   | 1734年9月28日 (廃位)                 | ムーレイ・イスマーイールの息子 | アラウィー家 | Abdallah of Morocco              |
| ムーレイ・アリー                                             | ? – 1737年4月                           | 1734年9月28日  | 1736年2月14日 (廃位)                 | ムーレイ・イスマーイールの息子 | アラウィー家 | Ali of Morocco                   |
| ムーレイ・アブドゥッラー (第二治世)                          | 1678年 – 1757年11月10日 (79歳)          | 1736年2月14日  | 1736年8月8日 (廃位)                  | 復位                           | アラウィー家 | Abdallah of Morocco              |
| ムハンマド2世                                                | 1694年 – ?                              | 1736年8月8日   | 1738年6月18日 (廃位)                 | ムーレイ・イスマーイールの息子 | アラウィー家 | Muhammad II ben Arbia of Morocco |
| ムーレイ・ムスタディー (第一治世)                            | ? – 1759年                              | 1738年6月18日  | 1740年2月 (廃位)                     | ムーレイ・イスマーイールの息子 | アラウィー家 | Al-Mostadi of Morocco            |
| ムーレイ・アブドゥッラー (第三治世)                          | 1678年 – 1757年11月10日 (79歳)          | 1740年2月      | 1741年6月13日 (廃位)                 | 復位                           | アラウィー家 | Abdallah of Morocco              |
| ムーレイ・ザイン・アル＝アービディーン                       | 1692年 – 1762年 (70歳)                  | 1741年6月13日  | 1741年11月24日 (廃位)                | ムーレイ・イスマーイールの息子 | アラウィー家 | Zin al-Abidin of Morocco         |
| ムーレイ・アブドゥッラー (第四治世)                          | 1678年 – 1757年11月10日 (79歳)          | 1741年11月24日 | 1742年2月3日 (廃位)                  | 復位                           | アラウィー家 | Abdallah of Morocco              |
| ムーレイ・ムスタディー (第二治世)                            | ? – 1759年                              | 1742年2月3日   | 1743年5月 (廃位)                     | 復位                           | アラウィー家 | Al-Mostadi of Morocco            |
| ムーレイ・アブドゥッラー (第五治世)                          | 1678年 – 1757年11月10日 (79歳)          | 1743年5月      | 1747年7月 (廃位)                     | 復位                           | アラウィー家 | Abdallah of Morocco              |
| ムーレイ・ムスタディー (第三治世)                            | ? – 1759年                              | 1747年7月      | 1748年10月 (廃位)                    | 復位                           | アラウィー家 | Al-Mostadi of Morocco            |
| ムーレイ・アブドゥッラー (第六治世)                          | 1678年 – 1757年11月10日 (79歳)          | 1748年10月     | 1757年11月10日                       | 復位                           | アラウィー家 | Abdallah of Morocco              |
| ムハンマド3世                                                | 1710年 – 1790年4月9日 (80歳)            | 1757年11月10日 | 1790年4月9日                         | アブドゥッラーの息子           | アラウィー家 | Mohammed ben Abdallah of Morocco |
| ムーレイ・ヤズィード                                         | 1750年 – 1792年2月23日 (42歳)           | 1790年4月9日   | 1792年2月23日                        | ムハンマド3世の息子            | アラウィー家 | Yazid of Morocco                 |
| ムーレイ・スライマーン                                       | 1760年 – 1822年11月28日 (62歳)          | 1792年2月23日  | 1822年11月28日                       | ムハンマド3世の息子            | アラウィー家 | Slimane of Morocco               |
| ムーレイ・アブドゥルラフマーン                               | 1778年 – 1859年8月24日 (81歳)           | 1822年11月28日 | 1859年8月24日                        | スライマーンの甥               | アラウィー家 | Abd al-Rahman of Morocco         |
| ムハンマド4世                                                | 1802年 – 1873年9月16日 (71歳)           | 1859年8月24日  | 1873年9月16日                        | アブドゥルラフマーンの息子     | アラウィー家 | Muhammad IV of Morocco           |
| ハサン1世                                                    | 1836年 – 1894年6月7日 (58歳)            | 1873年9月16日  | 1894年6月7日                         | ムハンマド4世の息子            | アラウィー家 | Hassan I of Morocco              |
| ムーレイ・アブドゥルアズィーズ4世                            | 1878年2月24日 – 1943年6月10日（65歳没） | 1894年6月7日   | 1908年1月4日 (廃位)                  | ハサン1世の息子                | アラウィー家 | Abdelaziz of Morocco             |
| ムーレイ・アブドゥルハフィード                               | 1876年2月24日 – 1937年4月4日（61歳没）  | 1908年1月4日   | 1912年8月12日 (退位)                 | ハサン1世の息子                | アラウィー家 | Abdelhafid of Morocco            |
| ムーレイ・ユースフ                                           | 1882年 – 1927年11月17日 (45歳)          | 1912年8月13日  | 1927年11月17日                       | ハサン1世の息子                | アラウィー家 | Yusef of Morocco                 |
| ムハンマド5世 (第一治世) - محمد الخامس                       | 1909年8月10日 – 1961年2月26日（51歳没） | 1927年11月17日 | 1953年8月20日 (廃位)                 | ユースフ・ベン・ハサンの末子   | アラウィー家 | Mohammed V of Morocco            |
| ムハンマド・ベン・アーラファ                                 | 1889年 – 1976年7月17日 (87歳)           | 1953年8月20日  | 1955年10月30日 (退位)                | ムハンマド5世の遠い親戚        | アラウィー家 | Mohammed Ben Aarafa of Morocco   |
| ムハンマド5世 (第二治世) - محمد الخامس                       | 1909年8月10日 – 1961年2月26日（51歳没） | 1955年11月16日 | 1957年8月14日 (モロッコ国王と称する) | 復位                           | アラウィー家 | Mohammed V of Morocco            |

1957年、君主号を「スルターン」(Sultan) から「国王」(King) に変更
| 君主名                      | 生没年月日                              | 即位          | 退位          | 補足                         | 家系         | 画像                   |
| --------------------------- | --------------------------------------- | ------------- | ------------- | ---------------------------- | ------------ | ---------------------- |
| ムハンマド5世 - محمد الخامس | 1909年8月10日 – 1961年2月26日（51歳没） | 1957年8月14日 | 1961年2月26日 | ユースフ・ベン・ハサンの末子 | アラウィー家 | Mohammed V of Morocco  |
| ハサン2世 - الحسن الثاني    | 1929年7月9日 – 1999年7月23日（70歳没）  | 1961年2月26日 | 1999年7月23日 | ムハンマド5世の長男          | アラウィー家 | Hassan II of Morocco   |
| ムハンマド6世 - محمد السادس | 1963年8月21日 - (60歳)                  | 1999年7月23日 | 在位          | ハサン2世の長男              | アラウィー家 | Mohammed VI of Morocco |

## 王旗

モロッコ王室旗